# Nailja Giljazova
Nailja Giljazova (ryska: Наиля Файзрахмановна Гилязова), född den 2 januari 1953 i Kazan, Ryssland, är en sovjetisk fäktare som tog OS-silver i damernas lagtävling i florett i samband med de olympiska fäktningstävlingarna 1980 i Moskva.